# Friedrich Teuscher
Christian Friedrich Gottfried Teuscher (* 24. August 1791 in Delitzsch; † 26. März 1865 in Mellingen) war ein deutscher Hauslehrer, evangelisch-lutherischer Oberpfarrer, Superintendent, Diözesan, Kirchenrat, Schriftsteller, Buchautor und Librettist.

## Leben
Teuscher wurde als Sohn des Bürgers, Bäckers und späteren Magistralassessors Heinrich Gottfried Teuscher, (* 30. September 1766 in Delitzsch, † 9. Oktober 1847 ebd.) und dessen Frau Johanna Christiane, der Tochter des Delitzscher Weißbäckers Johann Friedrich Reinisch, geboren. Nachdem er die Stadtschule seiner Geburtsstadt besucht hatte, frequentierte er vom 9. Juli 1805 bis zum 14. September 1810 die kurfürstlich sächsische Landesschule St. Augustin in Grimma. Noch 1810 bezog er die Universität Leipzig, wo er sich am 4. März 1813 den akademischen Grad eines Magisters (Doktors) der philosophischen Wissenschaften erwarb. Ab 1813 war Friedrich Teuscher als Hauslehrer bei Jakob Friedrich von Fritsch in Weimar tätig und es entstand sein Libretto nach dem Werk Das Liebhaberkonzert von Franz Carl Adelbert Eberwein (1786–1868). Das Werk wurde am 24. Februar 1815 in Weimar uraufgeführt.
Nach bestandenen Kandidatenexamen war er von 1816 bis 1820 als Diakon in Blankenhain und ab 1820 bis 1824 als Oberpfarrer ebenda tätig, wobei ihm die Filialen Schwarza und Rottdorf unterstanden. So war er als Pfarrer am 12. Mai 1817 zugegen, als Teile der Empore in Schwarza drohten einzustürzen. 1824 folgte er einem Ruf als Diakon nach Buttstädt, wo ihm 1826 die Oberpfarrerstelle des Superintendenten übertragen wurde. 1850 wechselte er in gleicher Funktion nach Mellingen, wo er bis zu seinem Lebensende wirkte.
Teuschers Hauptwerk ist ein Handbuch des evangelischen Kirchenrechts im Großherzogtum Sachsen-Weimar-Eisenach. Von 1843 bis 1854 arbeitete er als Redakteur beim Neuen Nekrolog der Deutschen mit und er beteiligte sich als von 1852 bis 1856 als Redakteur am thüringischen Kirchen- u. Schulblatt. Ab 1848 war er Großherzoglicher Weimarischer Kirchenrat, 1855 erhielt er das Ritterkreuz 1. Klasse vom weißen Falken u. 1863 wurde er Geheimer Kirchenrat. 1858 erhielt er die theologische Ehrendoktorwürde der Universität Jena.
Teuscher war zwei Mal verheiratet. 1816 schloss er seine erste Ehe mit Henriette Emilie Hildebrand (* 1793, † Blankenhain 27. November 1818), der Tochter des Pfarrers in Schönbach b. Grimma Johann Gottlieb Hildebrand (* Eisleben 1754, † Schönbach 15. September 1825), welche aber nach der Totgeburt zweier Töchter verstarb. Daraufhin schloss er in Blankenhain 1819 mit der Weißbäckertochter Friederike Adelheid Müller eine zweite Ehe. Diese hinterließ er nach seinem Tod mit zehn lebenden Kindern.

## Werke
- 1819: Saladdin – Romantisches Gedicht in vier Gesängen; Preisgedicht aus der Urania 1819 / von Friedrich Teuscher. Leipzig: Brockhaus 1819 (Rezension: Jenaische allgemeine Literatur-Zeitung, 17. Jahrgang 1820, 3. Band: Julius, August, September, Spalten 276–279[5])
- 1826: Zusammenstellung der kirchlichen Gesetze in dem Großherzogthum Sachsen-Weimar.[6]
- 1828: Die Geschichte der Stadtschule zu Buttstädt, vom sechzehnten Jahrhunderte an bis auf die neuesten Zeiten: Nebst Beilagen und Anmerkungen, die Geschichte der hiesigen Stadt betreffend; bei Gelegenheit der Einweihung des neuen Schulgebäudes am 25. August 1828
- 1846: nach Matthias Hoë von Hoënegg: Evangelisches Handbüchlein wider das Papstthum.
- 1848: Handbuch des evangelischen Kirchenrechts im Großherzogthume Sachsen-Weimar-Eisenach mit steter Berücksichtigung der gesetzlichen Vorschriften über das evangelische Volksschulwesen für Kircheninspektoren, Superintendenten, Pfarrer und Schullehrer.[7]
- Miscellen. (Beschönigender Euphemismus. [„Beschleunigungsessenz“] […]).[8]